# 香粉叶
香粉叶（学名：Lindera pulcherrima var. attenuata）为樟科山胡椒属下的一个变种。